# Лигонкьо

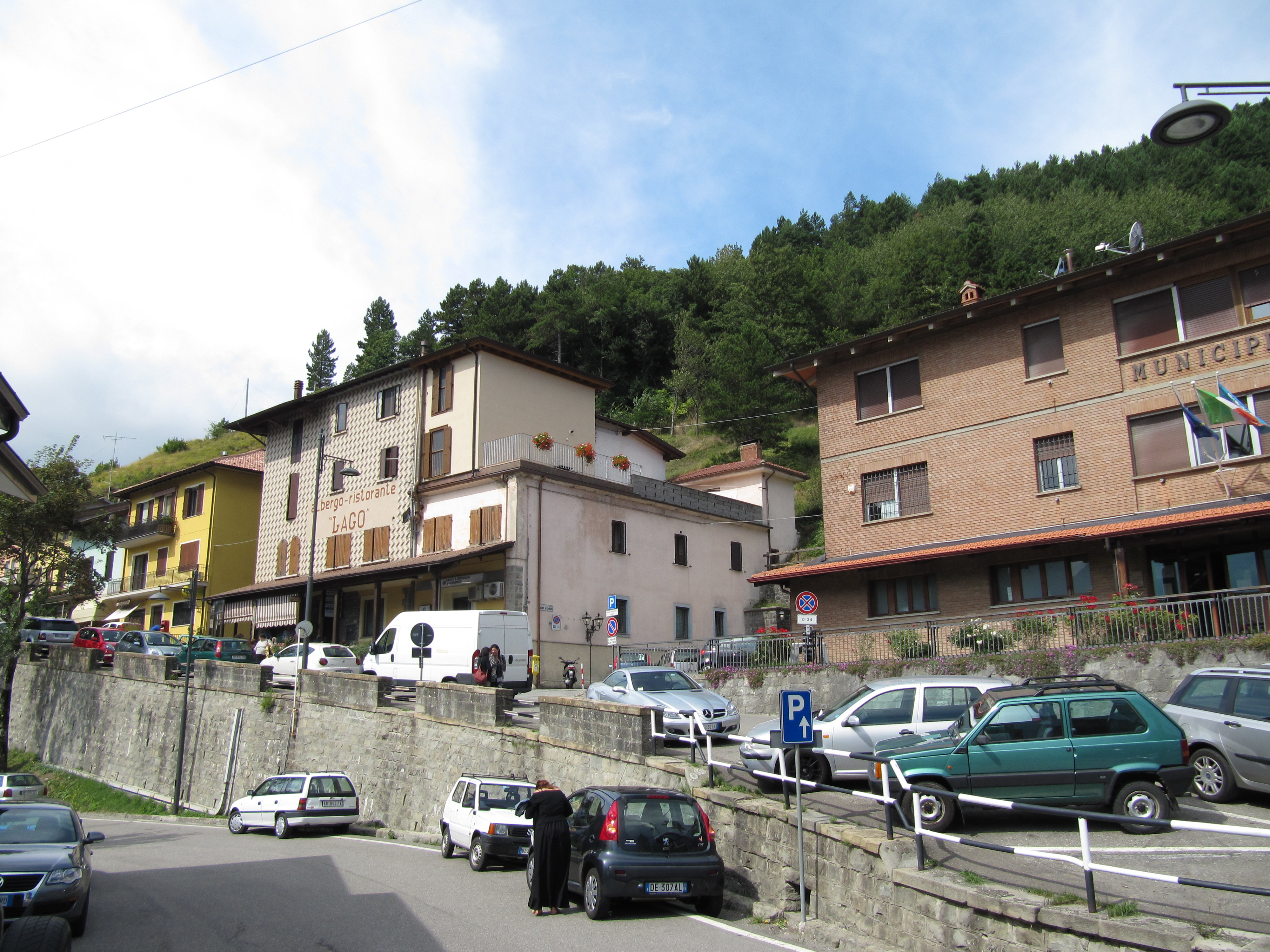
В центре Лигонкьо

Лигонкьо (итал. Ligonchio, эмил.-ром. Ligûnchi) — коммуна в Италии, в провинции Реджо-нель-Эмилия области Эмилия-Романья.
Население составляет 926 человек по состоянию на 2008 год, плотность населения составляет 15 чел./км². Занимает площадь 61 км². Почтовый индекс — 42039. Телефонный код — 0522. Мэром Лигонкьо является Илио Франки.
Покровителем коммуны почитается святой апостол Андрей Первозванный, празднование 30 ноября.
Первое упоминание о коммуне датируется 1075 годом.

## Известные жители и уроженцы
- Ива Дзаникки — итальянская певица

## Демография
Динамика населения:

## Администрация коммуны
- Официальный сайт: https://web.archive.org/web/20160404060704/http://www.comuneligonchio.it/